# Glaciar Brøgger
Glaciar Brøggero Glaciar Brögger es un glaciar 13 kilómetros de largo, que fluye hacia el oeste en la parte austral del puerto Ondina Sur sobre la costa sudoeste de la isla San Pedro, en el archipiélago de las Georgias del Sur. Además se encuentra al sudoeste del pico Nordenskjöld.
El nombre aparece en una carta por el profesor Olaf Holtedahl, geólogo noruego que investigó Georgia del Sur en 1928, y es probable que nombró este glaciar en honor al profesor Waldemar Brøgger, un geólogo y meteorólogo noruego, y miembro del Parlamento de Noruega, 1900-1909.